# Neosarromyia neotropica
Neosarromyia neotropica là một loài ruồi trong họ Tachinidae.